# Galeotto Malatesta
Galeotto I Malatesta (1299-1385) fue un condottiero italiano, señor de Rimini, Fano, Ascoli Piceno, Cesena y Fossombrone.

## Biografía
Nacido en Rimini, era hijo de Pandolfo I Malatesta y hermano de Malatesta II Malatesta. En 1333 fue capturado mientras asediaba Ferrara, pero pronto fue liberado y luchó junto a Ferrantino Malatesta contra el legado papal en Romaña. Cuando este último conspiró contra él, Galeotto lo encarceló y se declaró señor de Rímini. La guerra entre los dos duró hasta 1343. Luis de Baviera también lo hizo señor de Fano.
Después de un período como condottiero y luego tirano de Ascoli Piceno, en 1349 viajó a Tierra Santa. En 1351 fue contratado en el Reino de Nápoles. En 1352, Malatesta dirigió una campaña en Abruzos al servicio de Luis de Anjou, rey de Sicilia, y asedió la fortaleza de Aversa, en poder del líder mercenario Fra 'Moriale.
En 1353, Inocencio VI envió a Gil Álvarez Carrillo de Albornoz como legado a Romaña, con miras a la restauración de la autoridad papal en los estados de la Iglesia, a la cabeza de un pequeño ejército mercenario. Después de recibir el apoyo del arzobispo de Milán, Giovanni Visconti, y de los de Pisa, Florencia y Siena, derrotó a Giovanni di Vico, señor de Viterbo, que había usurpado gran parte de los territorios papales en el Lacio y Umbría. Giovanni fue derrotado en la batalla de Viterbo del 10 de marzo de 1354 y firmó un tratado de sumisión. Albornoz luego se trasladó a Marche y Romagna contra Malatesta de Rimini y Ordelaffi de Forlì. El comandante papal Rodolfo II da Varano, señor de Camerino, derrotó a Galeotto Malatesta, obligando a su familia a convertirse en un aliado del Papa.
Después de la derrota de Albornoz, su familia fue nombrada vicaria papal en Rimini, Pesaro, Fano y Fossombrone. En 1356 participó en la cruzada declarada contra el Ordelaffi de Forlì. En 1360 fue nombrado comandante en jefe por primera vez por la reina de Nápoles, Juana I, pero luego se mudó a la República de Florencia y luego nuevamente al Imperio bizantino. En 1372, el papa Gregorio XI confirmó a Galeotto comandante general del ejército papal contra Bernabò Visconti, a quien derrotó en Montichiari, cerca de Brescia, al año siguiente.
Después de la muerte de sus sobrinos, Galeotto logró ganar el señorío de toda la familia en Romagna (ya había sido señor de Rimini desde 1364 con Ungaro IV y Pandolfo II Malatesta, así como el único gobernante de Fano). Después de una serie de pequeños pero feroces estragos en el área, en 1376 capturó Cesena, agregando a Bertinoro en 1378. Más tarde, luchó contra Guido da Polenta por Cesenatico, conquistando Senigallia de él en 1383, así como otras tierras. Sus hijos continuaron la guerra, ya que Galeotto I murió en 1385 en Cesena.